# Torgny Schunnesson
Harry Gustaf Torgny Schunnesson, född 19 september 1948 i Stehag, Skåne, är en svensk filmskapare och journalist. Sedan 2005 är han med i Antikrundan som expert på böcker, autografer och dokument.
Han är far till Tone Schunnesson och Helle Schunnesson.

## Verk

### Regi
- Århundradets fotograf (1999)
- Gästarbetarna (1997)
- Himmel över Malmö (1994)
- Bland franska bönder (1994)
- Strålande tider : Kärnkraftsrallare i Barsebäck (1989)
- Arbetets döttrar - kvinnor i två fabriker (1986)
- Den sista båten (1983)

### Manus
- Århundradets fotograf (1999)
- Gästarbetarna (1997)
- Arbetets döttrar - kvinnor i två fabriker (1986)

### Producent
- Kattresan (2016)
- Den sista båten (1983)

### Foto
- Bland franska bönder (1994)